# Kushok Chimey Luding
Jetsunma Kushok Chimey Luding es una maestra budista nacida en el Tíbet (1938).     Es una Jetsunma ("mujer venerable"). Este título se otorga a una mujer nacida en una familia tibetana tradicional.
Es hermana de Ngawang Kunga, 41.º Sakya Trizin, e hija del anterior líder del linaje Sakya, Vajradhara Ngawang Kunga Rinchen, 40.º Sakya Trizin. Siguiendo la tradición familiar, se ordenó de novicia a los siete años.  Su madre, su hermana, su hermano pequeño y su padre murieron antes de que llegara a la adolescencia.  En 1959 abandonó el Tíbet para exilarse en la India.
Tiene dos sobrinos, los cuales son los sostenedores del Linaje Sakya, S. S. Ratna Vajra (42.° Sakya Trizin) y S. Em. Gyana Vajra (43.° Sakya Trizin, actualmente en el cargo). 

## Reseña biográfica
En 1971 se trasladó con su esposo y sus tres hijos a Canadá, donde reside actualmente. El 41.º Sakya Trizin le pidió que comenzara a enseñar, lo que hizo a principios de la década de 1980. Actualmente es profesora de Dharma a tiempo completo y fundadora del centro de dharma Sakya Thubten Tsechen Ling en Vancouver y de Sakya Dechen Ling en Oakland, California. 
Ella es parte de una decena de los pocos maestros cualificados para transmitir el Lam Dre. 
Es considerada una emanación de Vajrayogini . 